# Sophie la girafe
Sophie la girafe est un jouet pour les nourrissons, créé en 1961 par la société Delacoste, héritière de la société Derolland qui fabrique des jouets en caoutchouc depuis 1862 à Asnières-sur-Oise dans le Val-d'Oise,. Devenu objet culte en France, cette girafe en caoutchouc est désormais fabriquée par l'entreprise Vulli, située à Rumilly en Haute-Savoie, qui a racheté la société Delacoste en 1981 avant de relocaliser la production sur son site au début des années 1990.

## Description
Il s'agit d'une girafe en caoutchouc naturel de 18 centimètres de hauteur, tachetée au pochoir de noir et de marron, creuse, avec un sifflet produisant un couinement caractéristique. Elle est destinée au nourrisson de quelques mois, principalement pour différents aspects de son éveil (et pour se faire les dents). L'aspect du modèle n'a pratiquement pas évolué depuis sa création.
Ce jouet met en éveil tous les sens du bébé : la vue avec ses couleurs contrastées, le toucher avec ses parties en relief — la préhension est facile grâce à sa taille et aux quatre pattes et au cou, d'épaisseur différentes — l'ouïe grâce à son sifflet, mais aussi l'odorat et le goût, grâce au caoutchouc naturel. La peinture utilisée est de qualité alimentaire et le jouet peut donc être mordillé sans danger.

## Historique

### Origines
Selon le fabricant, ce jouet aurait été créé par un certain M. Rampeau,,, spécialiste de la transformation par rotomoulage de la sève d'hévéa (caoutchouc naturel) à l'usine Delacoste d'Asnières-sur-Oise, et qui aurait eu « l'idée de concevoir une girafe, dont la figuration exotique serait une première sur le marché et dont la forme et la taille seraient idéales pour la préhension du bébé ». Plusieurs sources indiquent que la société Delacoste avait en réalité déjà tenté dès 1959 de commercialiser une première girafe de 46 cm, nommée Zoë,, fabriquée selon une technique américaine de moulage de latex dit « procédé Rempel » du nom de la société qui développa le procédé et dont Delacoste utilise les licences. Le choix de la girafe répond à une volonté de recourir à un animal exotique pour la France, à une époque où la plupart des jouets représentaient des animaux domestiques,.
Une trouvaille commerciale conduit à son « baptême » officiel le 25 mai 1961, date de la sainte Sophie, dont elle tient dès lors son nom,,. Sa production est supervisée à Asnières par Pierre Brault.
Avec le succès de Sophie, 18 cm, les fabricants tentent de décliner les versions en créant Mona et Cléo, respectivement de 22 et 31 cm, mais qui ne connaissent pas le succès.
- Ancienne usine Vulli (Derolland-Delacoste)
 à Asnières-sur-Oise
- Ancien bâtiment administratif transformé en logements.
- Deux bâtiments annexes en briques rouges.

### Renouveau
En 1981, la société Vulli rachète l'entreprise Delacoste. Elle maintient la production en région parisienne avant de la transférer à Rumilly en 1991. Le site d'Asnières est définitivement fermé en 1993, non sans problèmes de pollution industrielle,, et reste en friche jusqu'à sa réhabilitation en un quartier résidentiel, le Domaine de Sophie, dont le chantier commence en juin 2016 et est livré au printemps 2018,.
En 2001, la barre des dix millions d'exemplaires vendus est franchie. En 2010, la cinquante millionième petite girafe a été fabriquée, toujours selon un procédé complexe plus proche de l'artisanat que de l'industrie, puisqu'il ne faut pas moins de quatorze opérations manuelles pour la réaliser. Pour cela environ 75 personnes sont employées pour produire entre 18 000 et 27 000 unités par jour. En 2010, ce jouet présent dans 40 pays connaît toujours un fort succès et une forte croissance avec 816 000 exemplaires vendus en France pour 832 000 naissances. En avril 2011, 38 % de la production a été exportée, avec un succès particulier aux États-Unis.
En 2016 Vulli réalise 60 % de son chiffre d'affaires avec Sophie la girafe.
Au tournant des années 2010–2020, plusieurs auteurs notent que chaque année en France, il se vend huit, à neuf,, fois plus d'exemplaires de « Sophie la girafe » qu'il ne reste de girafes vivant en Afrique, ce qui pourrait paradoxalement ne pas aider à conserver cette espèce vulnérable, car son omniprésence en jouet donnerait l'illusion au public qu'elle n'est pas en danger.

### Succès aux États-Unis
Depuis 2002, ce jouet pour enfant est présent aux États-Unis sous l'impulsion d'Hélène Dumoulin-Montgomery. Il est tout d'abord un phénomène de mode en Californie auprès de la communauté hollywoodienne,, puis, grâce à un bouche à oreille efficace, notamment sur Amazon à partir de 2008, il remporte en quelques années un succès remarquable dans tout le pays avec près de 500 000 exemplaires vendus en 2011. Parmi les éléments avancés pour expliquer ce succès, l'adéquation du produit aux bébés qui font leurs dents, la façon dont il répond à des attentes environnementales croissantes et le contexte de défiance importante vis-à-vis des produits fabriqués en Chine, qui présentent des questions de normes de sécurité et de santé publique pour les jeunes enfants,, notamment autour de la présence de mélamine dans les plastiques. En 2009, Sophie la girafe a été élue produit de l'année aux États-Unis par l'Astra (en), la plus importante association américaine de détaillants spécialistes en jouets.
En 2011, pour le 50e anniversaire officiel de Sophie, la société Vulli met aux enchères au profit de l'Institut Gustave-Roussy 70 exemplaires uniques vus par des créateurs, artistes ou entreprises célèbres.

### Tests de toxicité en2011
L'association de consommateurs UFC-Que Choisir a relevé en décembre 2011 qu'une étude allemande menée par le magazine de consommateurs Öko-Test aurait montré que le jouet « contient et même libère dans la salive des précurseurs de nitrosamines ». Ces substances chimiques, classées cancérigènes possibles par l'Organisation mondiale de la santé, sont interdites dans la composition des tétines mais conformes aux normes en vigueur dans l'Union européenne pour les jouets. Les tests effectués ont montré des taux modérés des précurseurs des nitrosamines retrouvés après 24 h de contact continu du jouet avec de la salive sans toutefois que ces taux soient considérés toxiques par les experts ou non conformes aux normes. Le magazine allemand Öko-Test, qui avait soulevé la question et avait déclaré que le jouet était non conforme aux normes, s'est vu par ailleurs condamné par les tribunaux de Berlin en décembre 2011. Cependant, le 17 janvier 2012, les mêmes tribunaux accordent à Öko-Test le droit de publication des tests en raison d'un doute juridique quant aux normes allemandes applicables aux produits qui n'étaient pas fabriqués en Allemagne mais importés de France. En effet, les normes allemandes ne permettent que 0,1 mg/kg de précurseurs de nitrosamine alors que les normes européennes permettent 1 mg/kg, et Öko-Test en avait trouvé 0,781 mg/kg.
La société Vulli précise que « chaque lot de fabrication de Sophie la girafe est testé par des laboratoires agréés — la DGCCRF pour la France — qui certifient que le produit est bon pour la consommation » et annonce avoir mis en œuvre des modifications du procédé industriel de rotomoulage pour entrer en complète conformité avec la future directive européenne de 2013 pour les jouets requérant des taux de 0,05 mg/kg pour les nitrosamines, 1 mg/kg pour leurs précurseurs ; seuils que frôle Sophie la girafe en décembre 2011 selon le magazine Que choisir.

### 60 ans du jouet
En septembre 2021, à l'occasion des 60 ans du jouet, une statue d'1,70 m en silicone est réalisée et exposée au musée Grévin de Paris. À la différence des autres statues du musée réalisées en cire, cette statue est réalisée en silicone pour se rapprocher du jouet original et pouvoir être touchée par les visiteurs. Elle comporte une autre particularité : elle émet le même son que le jouet quand les visiteurs s'en approchent.

## Dans la culture
Le jouet Sophie la girafe est apparu a plusieurs reprises au cinéma :
- En 1985, Roland Giraud dans Trois Hommes et un couffin[31] marche sur un exemplaire de Sophie la girafe dans le salon de l'appartement.
- En 1996, Jean-Pierre Bacri à la onzième minute du film Un air de famille[31] donne un exemplaire de Sophie la girafe à son chien Caruso.
- En 2009, dans Tellement proches.
- En 2010, dans Elle s'appelait Sarah[32] l'héroïne, Julia, est à la recherche d'éléments sur la vie de Sarah. Elle finit par rencontrer le fils de Sarah, lors d'un voyage à New York. Elle est accompagnée de sa petite fille qui tient sa girafe en répétant « Sophie, Sophie », que l'homme prend pour être son propre nom.

Elle apparaît aussi dans des séries télévisées comme This Is Us, Black Mirror, NCIS : Nouvelle-Orléans ou Modern Family.
En musique, l'artiste Candy Rainbow et le Kumquat sortent en 2014 une chanson intitulée Sophie la Girafe, produite par Les Improductibles.
En littérature, l'écrivain français Pierre Demarty consacre en 2021 plusieurs pages de son roman Mort aux girafes au jouet.

## Produits dérivés
En 2012, l'entreprise Europa-Apps obtient une licence exclusive afin de porter Sophie la girafe sur tablettes et smartphones. Le 25 mai 2013, Sophie la girafe sort sur mobile via une application pour iPad, « Le Monde de Sophie la girafe ». Une application iPhone est prévue,.
La marque Sophie la girafe est déclinée dans une gamme de produits de puériculture (poussette, vêtements, peluches, sièges auto, assiettes, lunettes de soleil, tapis d'éveil, thermomètres de bain, etc.), dont la fabrication est délocalisée en Asie. En 2021 il y avait ainsi 170 produits dérivés.